# Haliclystus
Haliclystus is een geslacht van neteldieren uit de familie van de Haliclystidae. De wetenschappelijke naam werd in 1863 gepubliceerd door James-Clark.

## Soorten
- Haliclystus antarcticus Pfeffer, 1889
- Haliclystus auricula James-Clark, 1863
- Haliclystus borealis Uchida, 1933
- Haliclystus californiensis Kahn, Matsumoto, Hirano & Collins, 2010
- Haliclystus inabai (Kishinouye, 1893)
- Haliclystus kerguelensis Vanhöffen, 1908
- Haliclystus monstrosus (Naumov, 1961)
- Haliclystus octoradiatus James-Clark, 1863
- Haliclystus salpinx James-Clark, 1863 = Trompet-steelkwal
- Haliclystus sinensis Ling, 1937
- Haliclystus stejnegeri Kishinouye, 1899
- Haliclystus tenuis Kishinouye, 1910